# Cabo de Aguer
El cabo de Aguer (en francés: cap Ghir o cap Rhir) es un accidente geográfico de la costa atlántica de Marruecos. Se encuentra a unos cuarenta kilómetros al norte de Agadir por la carretera N1.
Supone el encuentro de la cordillera del Atlas con la costa y se halla dentro de la Reserva de la biosfera Arganeraie.
El faro funciona desde 1932.
En 2007, la Office national d'électricité (ONE) planeaba construir una importante central térmica de carbón. A este proyecto se oponen los que proponen instalar eólicas.